# Canton de Guipavas
Le canton de Guipavas est une circonscription électorale française située dans le département du Finistère et la région Bretagne.

## Histoire
Le canton de Guipavas a été créé à partir du canton de Brest-VII par décret du 22 janvier 1985 réorganisant les cantons de Brest.
Un nouveau découpage territorial du Finistère entre en vigueur à l'occasion des élections départementales de mars 2015, défini par le décret du 13 février 2014, en application des lois du 17 mai 2013 (loi organique 2013-402 et loi 2013-403). Les conseillers départementaux sont, à compter de ces élections, élus au scrutin majoritaire binominal mixte. Les électeurs de chaque canton élisent au Conseil départemental, nouvelle appellation du Conseil général, deux membres de sexe différent, qui se présentent en binôme de candidats. Les conseillers départementaux sont élus pour 6 ans au scrutin binominal majoritaire à deux tours, l'accès au second tour nécessitant 12,5 % des inscrits au 1er tour. En outre la totalité des conseillers départementaux est renouvelée. Ce nouveau mode de scrutin nécessite un redécoupage des cantons dont le nombre est divisé par deux avec arrondi à l'unité impaire supérieure si ce nombre n'est pas entier impair, assorti de conditions de seuils minimaux. Dans le Finistère, le nombre de cantons passe ainsi de 54 à 27. Le nombre de communes du canton de Guipavas passe de 2 à 3.
Le nouveau canton de Guipavas est formé de communes des anciens cantons de Guipavas (2 communes) et de Daoulas (1 commune). Le canton est entièrement inclus dans l'arrondissement de Brest. Le bureau centralisateur est situé à Guipavas.

## Représentation

### Représentation avant 2015
| Période | Période           | Identité               | Étiquette    | Qualité |
| ------- | ----------------- | ---------------------- | ------------ | --- |
| 1985    | 1988              | Michel Briant          | RPR          | Commerçant, premier adjoint au maire de Guipavas Suppléant du député Jean-Louis Goasduff (1978-1981)               |
| 1988    | 1989 (annulation) | Edmond Pestel          | PS           | Professeur retraité, Le Relecq-Kerhuon                                                                             |
| 1989    | 2008              | Marcel Dantec          | UDF puis UMP | Responsable d'agence bancaire, maire du Relecq-Kerhuon (1995-2008) Suppléant du député Jacques Le Guen (2002-2007) |
| 2008    | 2015              | Nathalie Sarrabezolles | PS           | Chargée de mission dans le domaine culturel, vice-présidente du Conseil général                                    |

### Représentation après 2015
| Période élective | Période élective | Mandat | Mandat   | Identité               | Nuance | Nuance | Qualité |
| ---------------- | ---------------- | ------ | -------- | ---------------------- | ------ | ------ | --- |
| 2015             | 2021             | 2015   | 2021     | Stéphane Péron         |        | LREM   | Militant associatif, Plougastel-Daoulas Délégué à l’agriculture Conseiller municipal de Plougastel-Daoulas depuis 2020 |
| 2015             | 2021             | 2015   | 2021     | Nathalie Sarrabezolles |        | PS     | Présidente du Conseil départemental Le Relecq-Kerhuon                                                                  |
| 2021             | 2028             | 2021   | en cours | Didier Malleron        |        | PS     | Conseiller d’hygiène, environnement, sécurité au travail à la Pyrotechnie Saint-Nicolas, Guipavas                      |
| 2021             | 2028             | 2021   | en cours | Nathalie Sarrabezolles |        | PS     | Conseillère sortante                                                                                                   |

Stéphane Péron a quitté le PS et a adhéré à LREM.

### Résultats détaillés

#### Élections de mars 2015
À l'issue du 1er tour des élections départementales de 2015, deux binômes sont en ballottage : Jean-Jacques André et Isabelle Guérin (Union de la Droite, 33,68 %) et Stéphane Péron et Nathalie Sarrabezolles (PS, 31,53 %). Le taux de participation est de 52,03 % (15 691 votants sur 30 155 inscrits) contre 51,11 % au niveau départementalet 50,17 % au niveau national.
Au second tour, Stéphane Péron et Nathalie Sarrabezolles (PS) sont élus avec 51,67 % des suffrages exprimés et un taux de participation de 51,36 % (7 523 voix pour 15 488 votants et 30 153 inscrits).
Stéphane Péron, ex-DVG a adhéré à LREM.

#### Élections de juin 2021
Le premier tour des élections départementales de 2021 est marqué par un très faible taux de participation (33,26 % au niveau national). Dans le canton de Guipavas, ce taux de participation est de 35,42 % (11 195 votants sur 31 602 inscrits) contre 35,55 % au niveau départemental. À l'issue de ce premier tour, deux binômes sont en ballottage : Fabrice Jacob et Elodie Roudaut (Union au centre et à droite, 34,97 %) et Didier Malleron et Nathalie Sarrabezolles (Union à gauche, 29,68 %).
Le second tour des élections est marqué une nouvelle fois par une abstention massive équivalente au premier tour. Les taux de participation sont de 34,36 % au niveau national, 36,76 % dans le département et 37,17 % dans le canton de Guipavas. Didier Malleron et Nathalie Sarrabezolles (Union à gauche) sont élus avec 50,86 % des suffrages exprimés (5 709 voix pour 11 747 votants et 31 605 inscrits),,.

## Composition

### Composition avant 2015

Situation du canton de Guipavas dans le département du Finistère avant 2015.

Le canton de Guipavas regroupait deux communes.
| Nom                  | Code Insee | Codepostal | Superficie (km2) | Population (dernière pop. légale) | Densité (hab./km2) |
| -------------------- | ---------- | ---------- | ---------------- | --------------------------------- | ------------------ |
| Guipavas (chef-lieu) | 29075      | 29490      | 44,13            | 13 586 (2012)                     | 308                |
| Le Relecq-Kerhuon    | 29235      | 29480      | 6,43             | 11 175 (2012)                     | 1 738              |

### Composition à partir de 2015
Le canton de Guipavas comprend désormais trois communes entières.
| Nom                              | Code Insee | Intercommunalité | Superficie (km2) | Population (dernière pop. légale) | Densité (hab./km2) | Modifier                                    |
| -------------------------------- | ---------- | ---------------- | ---------------- | --------------------------------- | ------------------ | ------------------------------------------- |
| Guipavas (bureau centralisateur) | 29075      | Brest Métropole  | 44,13            | 15 401 (2022)                     | 349                | modifier les données · modifier les données |
| Plougastel-Daoulas               | 29189      | Brest Métropole  | 46,83            | 13 431 (2022)                     | 287                | modifier les données · modifier les données |
| Le Relecq-Kerhuon                | 29235      | Brest Métropole  | 6,43             | 11 837 (2022)                     | 1 841              | modifier les données · modifier les données |
| Canton de Guipavas               | 2912       |                  | 97,39            | 40 669 (2022)                     | 418                | modifier les données                        |

## Démographie

### Démographie avant 2015
| 1990   | 1999   | 2006   | 2011   | 2012   |
| ------ | ------ | ------ | ------ | ------ |
| 22 525 | 23 450 | 24 292 | 24 263 | 24 761 |

### Démographie depuis 2015
En 2022, le canton comptait 40 669 habitants, en évolution de +3,62 % par rapport à 2016 (Finistère : +2,16 %, France hors Mayotte : +2,11 %).
| 2013   | 2018   | 2022   |
| ------ | ------ | ------ |
| 38 390 | 39 797 | 40 669 |